# Obohacený uran
Obohacený uran je uran, ve kterém byl zvýšen podíl izotopu 235U nad jeho přirozený podíl 0,71 %. Mírně obohacený uran s podílem izotopu 235 obvykle 3–5 % se využívá ve většině jaderných elektráren (s tlakovodními a varnými reaktory). Ve školních reaktorech a ve výzkumných (nedokáží vytvářet energii pro jiné účely) se využívá 20 % 235U. Kolem 60 % 235U se může nacházet v jaderných ponorkách. Vysoce obohacený uran (nad 85 %) má zejména vojenské využití pro konstrukci jaderných zbraní. Při jeho technologicky vysoce náročné výrobě (obohacování uranu) vzniká také ochuzený uran. Vysoce obohacený uran se také používá v reaktorech jaderných ponorek a letadlových lodí - což umožňuje až desítky let chodu reaktoru bez výměny paliva.

## Výroba
Oddělení hlavních izotopů uranu – 238U a 235U je značně obtížné. Z hlediska chemického chování jsou oba izotopy prakticky identické a i jejich odlišnosti ve fyzikálních vlastnostech jsou velmi malé. Nicméně oba izotopy vykazují dostatečně odlišné fyzikální vlastnosti, aby je moderními technologiemi bylo možné oddělit.
Je více technologií separace izotopů uranu, komerčně se využívá plynná difuze a energeticky úspornější centrifugace.

### Elektromagnetická separace

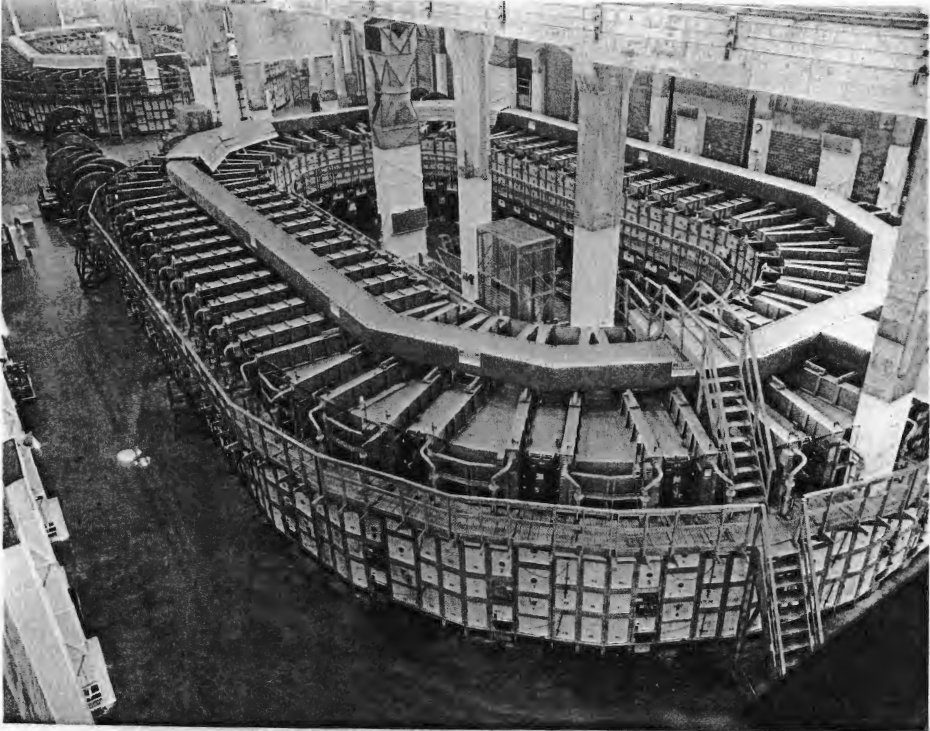
Calutron v Oak Ridge

Technické zařízení pro elektromagnetickou separaci se nazývá kalutron a jde vlastně o zvětšenou verzi hmotnostního spektrometru. Letící elektricky nabité ionty separovaného materiálu jsou zde oddělovány působením magnetického pole, které zakřivuje jejich dráhu podle hmotnosti příslušné částice. Zařízení poskytuje vynikající separační schopnosti, avšak jeho praktická účinnost je velmi nízká. Je schopno pracovat pouze s velmi nízkými koncentracemi dělených iontů, z nichž je ještě značná část ztracena uvnitř dělicího bloku. Výsledně je pak spotřeba energie, nutná pro výrobu jednotkového množství obohaceného uranu, vyšší než u méně účinných separačních technik, které však vykazují mnohem nižší energetickou náročnost.

### Difuze
Rozdílných difuzních koeficientů plynů se často využívá pro oddělování molekul s výrazně odlišnými hmotnostmi. V případě oddělování plynných sloučenin 238U a 235U je rozdíl hmotností obou molekul (UF6) velmi malý a pro dosažení vysokého stupně separace je třeba tento postup opakovat až několika tisícinásobně. Provozní zařízení pak obsahuje stovky kaskád jednotlivých separačních stupňů, kdy v každém z nich prochází dělený plyn porézní přepážkou, která zpomaluje těžší molekuly a lehčí tak postupují kaskádou o něco málo rychleji. Tato technika byla použita například pro přípravu štěpného materiálu pro výrobu první atomové bomby na světě v USA.
Obdobně lze využít i rozdílu difuzních koeficientů molekul rozpuštěných v kapalině. Platí zde obdobné závislosti jako pro difuzi v plynech. Hlavním ekonomickým problémem pro separaci uranu je v tomto případě mimořádná energetická náročnost, protože navržené technologie bylo nutno provozovat za poměrně vysokých teplot.

### Centrifugální separace

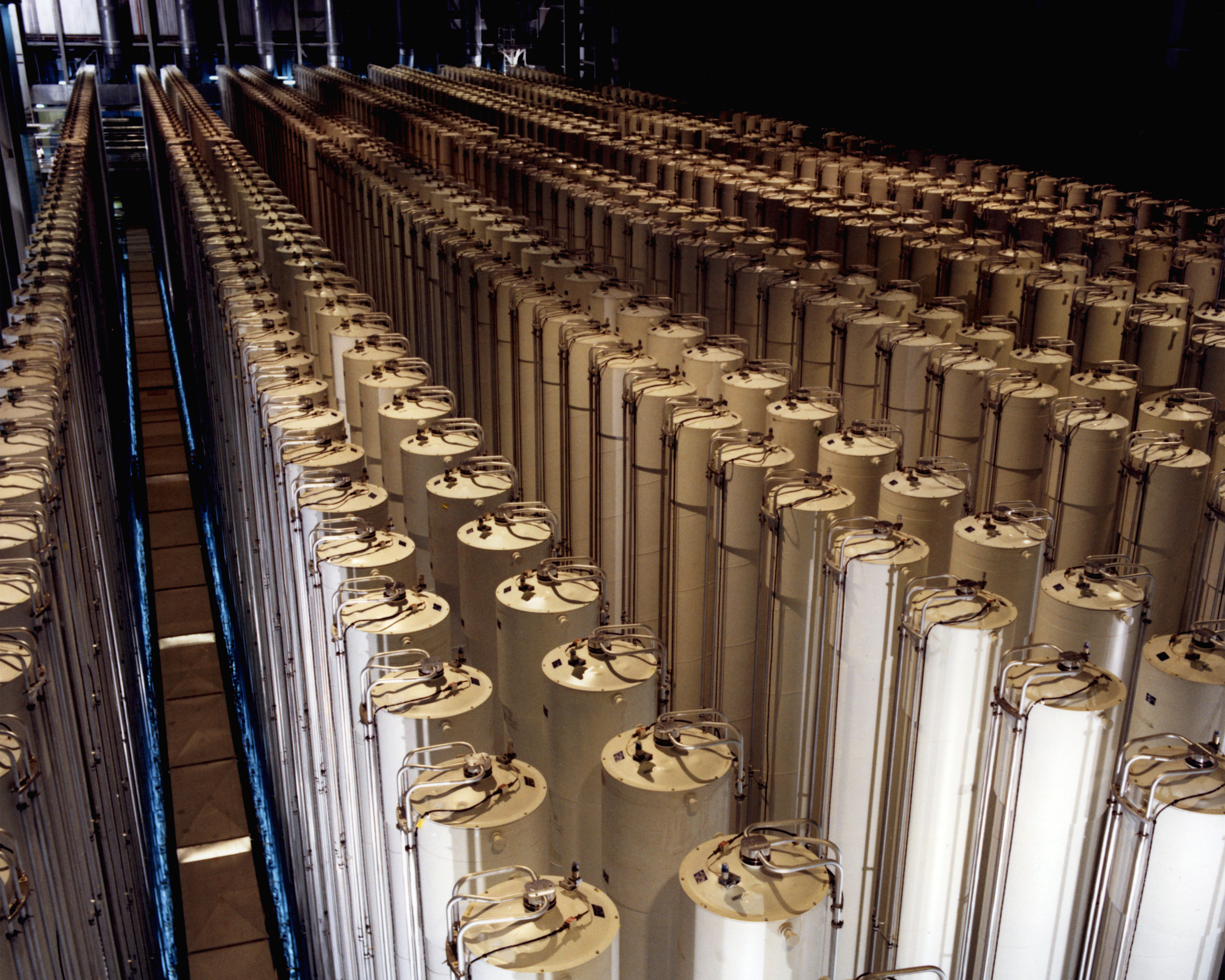
Kaskády plynových centrifug slouží k obohacení uranové rudy

V centrifuze o vysokých otáčkách dochází k dělení molekul podle jejich hmotnosti na základě rozdílného momentu hybnosti pohybujících se částic. Tento systém pracuje poměrně efektivně i pro poměrně hmotné částice s pouze mírně odlišnými hmotami a jeho účinnost je závislá především na rychlosti otáčení centrifugy.
Pro dělení izotopů uranu se tento systém prakticky výlučně prosadil v 70. letech 20. století a je dnes hlavním průmyslovým zdrojem obohaceného uranu. Dříve se obvykle používaly rotačky s ocelovými lopatkami, dosahujícími rychlosti kolem 330 m/s (rychlost zvuku), v současné době[kdy?] se však prosazují materiály z uhlíkových vláken s rychlostí 600 m/s a teoretické možnosti využití vlastností Kevlaru dávají předpoklad dosáhnout až 1 100 m/s.
Pro výrobu kvalitního štěpného materiálu je stále nezbytné použití kaskád odstředivek v řádu několika stovek až tisíc kusů, přesto je energetická náročnost procesu výrazně nižší, než při difuzním dělení izotopů.

### Ionizace laserem
Princip metody spočívá ve skutečnosti, že velmi jemně naladěný laser může svým zářením excitovat pouze plynné atomy jednoho izotopu děleného prvku, zatímco zbývající izotopy zůstávají v základním stavu. Ionizované izotopy potom lze oddělit elektromagneticky nebo po reakci s nějakou chemickou látkou.
Tato teoreticky perspektivní technika je v současné době[kdy?] testována pouze v laboratorním měřítku a nikdy nebyla použita pro skutečnou separaci izotopů uranu v makroměřítku. Základním problémem je přitom skutečnost, že energetické rozdíly potřebné pro vybuzení dvou podobných izotopů jednoho prvku jsou velmi malé a je technicky obtížné vyladit laser do takového stavu, aby excitoval přednostně pouze vybraný izotop. Zkráceně se metoda označuje jako AVLIS (atomic vapor laser isotope separation).
Jedná-li se o molekuly UF6, tak se metoda označuje MLIS (molecular laser isotope separation) či SILEX (Separation of Isotopes by Laser Excitation).

### Chemická separace
Navzdory časté představě se izotopy liší nejen ve fyzikálních, ale i chemických vlastnostech. Tyto rozdíly jsou sice velmi malé, ale i přesto se dají využít pro obohacování uranu. Proces obohacování je založen na rozdílném zastoupení izotopů ve výchozích látkách a produktech chemické reakce. Výzkum procesu začal již ve 40. letech během projektu Manhattan. Metoda však nebyla připravená pro využití a potýkala se s mnoha technologickými problémy. V 60. a 70. letech se metoda opět stala atraktivní díky japonskému a francouzskému výzkumu a zvýšenému zájmu o nízkoobohacený uran pro jaderné reaktory. 
Japonský proces ACEP je založen na separaci izotopů s pomocí iontových měničů v systému měnič iontů(UIV) - roztok(UVI). Těžší 238U má tendenci mít nižší oxidační stupeň než 235U a z roztoku se proto vylučuje více než 235U. Separační faktor procesu je srovnatelný s difuzí, tedy 1,001 - 1,003. ACEP proces byl perspektivní, bylo ale zřejmé, že proces není konkurenceschopný a nikdy neopustil poloprovozní měřítko.
Francouzský CHEMEX proces byl o něco úspěšnější. Proces je založen na kapalinové extrakci UIV a UIII. Organická fáze byla původně na bázi crownových etherů, později se přešlo na roztok tributylfosfátu (TBP) a xylenu. Vodní fáze je tvořena roztokem kyseliny chlorovodíkové. Proces je téměř identický kapalinové extrakci při získávání uranu nukleární čistoty a zpracovávání vyhořelého paliva. Separační faktor procesu je kolem 1.0027. Na rozdíl od ACEP byl tento proces považován za konkurenceschopný a byl propagován jako proliferaci odolný. Kvůli dlouhému času dosažení ekvilibria a riziku kritičnosti uvnitř roztoku je prakticky nemožné proces použít pro výrobu vysoceobohaceného uranu. 
V 80. letech byla chemická separace studována i v Československu na FJFI a později na Ústavu jaderných paliv na Zbraslavi. Proces byl založen na tzv. koncentračním kinetickém izotopovém jevu iontově výměnných reakcí 235U(UIV) a 238U(UVI). Bylo zjištěno, že v případě správného typu sorbentu a složení roztoku je možné dosáhnou separačních faktorů přes 1.01. Výzkum byl v roce 1990 ukončen z důvodu nedostatku financí.